# Anisodes confinaria
Anisodes confinaria är en fjärilsart som beskrevs av Paul Dognin 1900. Anisodes confinaria ingår i släktet Anisodes och familjen mätare. Inga underarter finns listade i Catalogue of Life.